# كارولين دوماس
كارولين دوماس (بالفرنسية: Caroline Dumas)‏ هي مغنية ومغنية أوبرا فرنسية، ولدت في 15 يناير 1935 في الدار البيضاء في المغرب.